# When You're In
"When You're In" es una pieza del disco de Pink Floyd "Obscured by Clouds", de 1972. Es totalmente instrumental.
Esta pieza, junto con Obscured by Clouds, fue tocada en vivo a finales de 1972 y solía ser usada como apertura para los conciertos de la gira de 1973, The Dark Side of the Moon. Las interpertaciones en directo solían consistir en versiones extendidas, lo que permitía a David Gilmour hacer un solo de guitarra, y a Richard Wright añadir solos de órgano Hammond y Mini moog.